# Denis Le Marchant
Denis Le Marchant, 1er baronnet (3 juillet 1795 - 30 octobre 1874), est un avocat britannique, fonctionnaire, écrivain et homme politique whig. 

## Jeunesse et éducation
Membre d'une ancienne famille de Guernesey, Le Marchant est né à Newcastle upon Tyne, le deuxième fils du Major général John Le Marchant et son épouse Mary Carey, fille aînée de John Carey, de Guernesey. Son père est tué lors de la bataille de Salamanque en 1812 tandis que son frère aîné Carey est également décédé pendant la Guerre d'indépendance espagnole. Son jeune frère John Le Marchant (officier) (en) est un administrateur colonial. Il fait ses études à High Wycombe Royal Grammar School, Eton et au Trinity College, Cambridge,  et est admis au barreau, à Lincoln's Inn, en 1823. 

## Carrière
Il est le pétitionnaire dans Gardner Peerage Claim et publie les Actes de la Chambre des Lords dans Gardner Peerage Claim en 1828. En 1830, il est nommé secrétaire principal de Lord Brougham, le lord chancelier, sur la recommandation du frère de Brougham, William Brougham, avec lequel Le Marchant s'est lié d'amitié à Cambridge. Il se distingue lors des débats sur la Great Reform Act, où il aide grandement les ministres du gouvernement. En 1834, il est nommé greffier de la Couronne à la chancellerie et la même année, il édite une brochure à succès, The Reform Ministry and the Reform Parliament, à laquelle son ami proche Lord Althorp, ainsi que Lord Stanley, Lord Palmerston et Sir James Graham sont des contributeurs. De 1836 à 1841, il est secrétaire de la Chambre de commerce et sert également brièvement comme secrétaire adjoint du Trésor en 1841.Cette année-là, il est créé baronnet, de Chobham Place, dans le comté de Surrey. 
Le Marchant se présente à Harwich en 1841, mais en 1846, il est élu au Parlement en tant que l'un des deux représentants de Worcester. En juillet de l'année suivante, il est nommé sous-secrétaire d'État au ministère de l'Intérieur sous la direction de Lord John Russell. Il se retire du Parlement la même année mais reste sous-secrétaire d'État au ministère de l'Intérieur jusqu'en mai 1848, date à laquelle il revient en tant que secrétaire de la Chambre de commerce. De 1850 à 1871, il est greffier de la Chambre des communes. 
Outre sa carrière dans la fonction publique et en politique, Le Marchant publie une biographie de son père en 1841. Il commence également une biographie de son ami John Spencer, 3e comte Spencer, qui est achevée par son fils après sa mort, et édite les Mémoires du règne de George III de Horace Walpole (1845). 

## Vie privée
Le Marchant épouse Sarah Eliza Smith, quatrième fille de Charles Smith, de Sutton, Essex, en 1835. Ils ont deux fils et deux filles. Le Marchant est décédé à son domicile de Londres, 21 Belgrave Place, en octobre 1874, à l'âge de 79 ans, et est remplacé comme baronnet par son fils, Henry. Lady Le Marchant est décédée en 1894 . 